# Mel·lificació humana

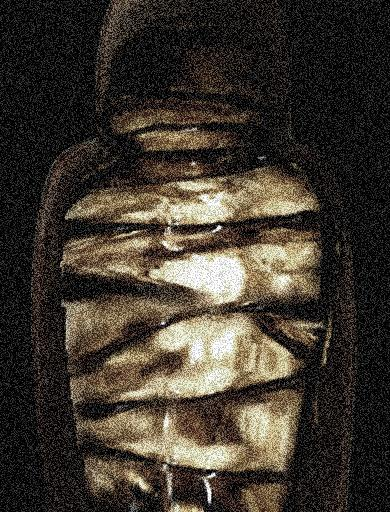
Home mel·lificat (impressió artística)

Un home mel·lificat, també conegut com a confitura de mòmia humana, era una substància medicinal llegendària creada en submergir un cadàver humà amb mel. Aquest procés es troba detallat en fonts mèdiques xineses, inclòs el Bencao Gangmu del segle XVI. Basant-se en un relat de segona mà, el text informa d'una història en que uns homes grans d'Aràbia, prop del final de les seves vides, es sotmetien a un procés de momificació en mel per crear una confitura curativa.
Aquest procés es diferenciava d'una simple donació de cos per l'aspecte de l'autosacrifici; el procés de mel·lificació hauria de començar idealment abans de la mort. El donant deixaria de menjar qualsevol aliment que no sigui mel, arribant fins i tot a banyar-se amb la substància. Com a resultat d'aquesta dieta, les femtes i fins i tot la suor del donant consistirien en mel. Quan finalment aquesta dieta acabés resultant fatal, el cos del donant es col·locaria en un taüt de pedra ple de mel.
Al cap d'un segle més o menys, el contingut s'hauria convertit en una mena de confitura que suposadament és capaç de curar els membres trencats i altres dolències. Aquesta confecció es vendria als mercats ambulants com un article difícil de trobar amb un preu elevat.

## Orígens
Alguns dels registres més antics coneguts de cadàvers mel·lificats provenen de l'historiador grec Heròdot (segle IV aC), qui va registrar que els assiris solien embalsamar els seus morts amb mel. Un segle més tard, el cos d'Alexandre el Gran es va conservar en un sarcòfag ple de mel, i també hi ha indicis que aquesta pràctica era coneguda pels egipcis.

Un altre registre de mel·lificació es troba al Bencao Gangmu (secció 52, "L'home com a medicina") sota l'entrada de munaiyi (木乃伊 "mòmia"). Cita el Chuogeng lu (輟耕錄"Converses mentre l'arada descansa", c. 1366) de l'erudit de la dinastia Yuan Tao Zongyi (陶宗儀) i Tao Jiucheng (陶九成).
Segons [Tao Jiucheng] al seu [ Chuogenglu ], a les terres dels àrabs hi ha homes de 70 o 80 anys que estan disposats a donar els seus cossos per salvar els altres. Tal no pren més menjar ni beure, només es banya i menja una mica de mel, fins que al cap d'un mes els seus excrements no són més que mel; llavors es produeix la mort. Els seus compatriotes col·loquen el cos en un taüt de pedra ple de mel, amb una inscripció que indica l'any i el mes d'enterrament. Després de cent anys, s'eliminen els segells i la confecció així formada s'utilitza per al tractament de ferides i fractures del cos i les extremitats; només es necessita una petita quantitat internament per a la curació. Encara que és escàs en aquelles parts, la gent comuna l'anomena "home mel·lificat" [miren 蜜人], o, en la seva parla estrangera, "mu-nai-i". Així exposa el senyor [Tao], però jo mateix no sé si el conte és cert o no. En tot cas, l'adjunto per a la consideració dels apresos.
Segons Joseph Needham i Lu Gwei-djen, aquest contingut era àrab, però Li Shizhen va confondre la història amb un costum birmà de conservar els cossos dels abats i dels grans monjos amb mel, de manera que "la noció occidental d'una droga feta d'éssers humans es va combinar amb el característic motiu budista d'auto-sacrifici pels altres". En el seu llibre "Stiff: The Curious Lives of Human Cadavers", l'escriptora Mary Roach observa que el text assenyala que no coneix la veracitat de la història de l'home mel·lificat.

## En la cultura popular
- La novel·la The Dervish House d' Ian McDonald presenta una caça d'un home mel·lificat.
- Un segment del vuitè episodi de la quarta sèrie del programa de dibuixos històrics per a nens britànics Horrible Histories presenta aquest concepte.
- La cançó "Sweet Bod" de Neil Cicierega (també coneguda com a Lemon Demon ) a l'àlbum Spirit Phone del 2016 tracta d'aquest concepte, que conté moltes lletres que giren al voltant d'un cadàver momificat amb mel i la venda d'aquesta mel amb finalitats medicinals.[7]